# Oberreichenbach (Mittelfranken)
Oberreichenbach er en kommune i Landkreis Erlangen-Höchstadt i Regierungsbezirk Mittelfranken i den tyske delstat Bayern. Dener en del af Verwaltungsgemeinschaft Aurachtal.

## Geografi
Kommunen ligger mellem Neustadt an der Aisch og Erlangen ved den vestlige ende af Naturpark Frankenhöhe.
Nabokommuner er (med uret fra nord):

Weisendorf, Aurachtal, Emskirchen, Wilhelmsdorf, Gerhardshofen.